# مطلقة عامة
المطلقة العامة هي القضية التي حكم فيها بثبوت المحمول للموضوع، أو سلبه عنه بالفعل، أما الإيجاب فكقولنا: كل إنسان متنفس بالإطلاق العام. وأما السلب فكقولنا: لا شيء من الإنسان بمتنفس بالإطلاق العام.